# Gymnothorax serratidens
Gymnothorax serratidens är en fiskart som först beskrevs av Hildebrand och Barton, 1949.  Gymnothorax serratidens ingår i släktet Gymnothorax och familjen Muraenidae. IUCN kategoriserar arten globalt som otillräckligt studerad. Inga underarter finns listade i Catalogue of Life.